# United States Citizenship and Immigration Services
Der United States Citizenship and Immigration Services (USCIS) ist die zentrale nationale Einwanderungs- und Ausländerbehörde der Vereinigten Staaten mit Sitz in Washington, D.C. und untersteht dem Ministerium für Innere Sicherheit der Vereinigten Staaten.

## Geschichte
Vorläuferorganisation war der Immigration and Naturalization Service (INS). Die INS war eine 1891 gegründete Behörde und dem Justizministerium unterstellt. Zuständigkeit war sie für die Ein- und Ausreise, Zuwanderung sowie Einbürgerung von Ausländern. Der INS wurde am 1. März 2003 aufgelöst und ist in drei verschiedene Behörden des Ministeriums für Innere Sicherheit aufgegangen. Die United States Customs and Border Protection übernahm die Aufgaben einer Zollbehörde und die Grenzaufsicht. Die Aufgaben einer Ausländerpolizei, wie die Fahndung nach illegalen Einwanderungen und Abschiebung von Ausländern wurde von der United States Immigration and Customs Enforcement übernommen. Die administrativen Aufgaben einer Einwanderungs- und Ausländerbehörde übernahmen die United States Citizenship and Immigration Services.

## Aufgabe
Die Aufgabe der Behörde ist die Bearbeitung von Anträgen, die mit langfristigen Aufenthalten von Ausländern in den Vereinigten Staaten verbunden sind.
- Bearbeitung von Visa-Anträgen für einen langfristigen Aufenthalt
- Bearbeiten der Anträge von Asylbewerbern und Flüchtlingen
- Temporäre oder langfristige Arbeitserlaubnis für Ausländer
- Adoption mit Auslandsbezug
- Einbürgerung in die Vereinigten Staaten

Die Aufsicht für die Entscheidungen der USCIS, der Executive Office for Immigration Review sowie der Immigration Court und das Board of Immigration Appeals liegt beim Justizministerium. Eine Besonderheit dieser Behörde ist, dass sie fast ausschließlich aus Gebühren finanziert wird und somit über 95 % des Haushaltes eigene Einnahmen sind.

## Organisation
Die Behörde wird von einem Direktor geführt, der unmittelbar dem Deputy Secretary for Homeland Security untersteht. Der Direktor wird vom US-Präsidenten ernannt und muss vom Senat bestätigt werden.
Die USCIS hat weltweit Außenstellen (Field Office) in den gesamten Vereinigten Staaten und im Ausland.